# 本間生夫
本間 生夫（ほんま いくお、1948年 - ）は、日本の生理学者、医師。昭和大学名誉教授。専門は呼吸生理学、脳生理学。
東京有明医療大学学長。元日本生理学会副会長。元文部科学省教科用図書検定調査審議会会長。

## 人物・経歴
千葉県生まれ。千葉県立千葉高等学校を経て、1973年東京慈恵会医科大学医学部卒業、東京慈恵会医科大学第二生理学教室助手。1980年東京慈恵会医科大学医学博士、東京慈恵会医科大学第二生理学教室講師。1982年昭和大学医学部第二生理学教室助教授。1986年昭和大学医学部第二生理学教室教授。2003年日本体力医学会理事。2004年花田学園理事、日本生理学会副会長、日本手技療法学会会長、日本呼吸器学会代議員。2006年日本呼吸ケア・リハビリテーション学会評議員、日本臨床生理学会評議員、日本臨床神経生理学会評議員、呼吸リハビリテーションサイエンスフォーラム代表幹事、日本学術会議連携会員、日本学術振興会専門委員 。2007年日本BS放送放送番組審議会委員。2009年日本股関節研究振興財団評議員、日本高等教育評価機構評価委員。2011年日本情動学会理事長。2013年昭和大学名誉教授、東京有明医療大学副学長・看護学部長、文部科学省教科用図書検定調査審議会第八部会会長。2015年東京有明医療大学副学長・保健医療学部長。2016年文部科学省教科用図書検定調査審議会会長、呼吸リハビリテーションサイエンスフォーラム顧問。2017年東京有明医療大学学長。
睡眠時無呼吸症候群は「オンディーヌの呪い」とも呼ばれ、本間はこれに着想を得て新作能『オンディーヌ』を創作し、梅若猶彦によって2015年12月にパリで演じられた。

## 著作

### 著書
- 『医学生のための基礎医学問題詳解 2』医学教育出版社 1987年
- 『息のしかた：きもちいい生活のための呼吸法』（春木豊と共著）朝日新聞社 1996年
- 『呼吸を変えるだけで健康になる：5分間シクソトロピーストレッチのすすめ』講談社+α新書 2011年
- 『すべての不調は呼吸が原因』幻冬舎新書 2018年
- 『猫背、肩こりをスッキリ改善呼吸ストレッチ：医師が教える、健康寿命を10年延ばす呼吸法』飛鳥新社 2020年

### 訳書
- ROBERT G.CARROL著『生理学』（鯉淵典之、瀬尾芳輝、岡田隆夫と共訳）東京化学同人 2010年